# 东方雪人
东方雪人（英语：Oriental Yeti）是指2010年4月5日在中国四川省发现的神秘生物。“东方雪人”这一称呼来自英国《每日电讯报》的报道。而后中国记者就此事对进行采访，得知所谓“东方雪人”只是一只失去毛发的果子狸，目前已被释放回丛林。

## 批评与理论
神秘动物学家洛伦·科尔曼指出，东方雪人与神秘动物学中的雪人毫不相干，整个事件只是媒体的闹剧。所谓的“东方雪人”很可能只是失去毛发的果子狸或麝猫。英国昆虫学家乔治·麦加文亦表示“东方雪人”很可能是失去毛发的普通动物，可能是一只果子狸。